# Ftiótida
Ftiótida (também Ftiótide; em grego Φθιώτιδα, Fthiótida; grego antigo Φθιώτις, Fthiótis) é uma das divisões clássicas da Grécia e uma das unidades regionais atuais da Grécia. Faz parte da regiões da Grécia Central. Faz fronteira com a ilha de Eubeia (a Leste, estando dela separada pelo Mar da Eubeia), com a Beócia (a Sueste), com a Fócida (a Sul), com a Etólia e Acarnânia (a Sudoeste), com a Euritânia (a Oeste), com a Carditsa (a Noroeste), com a Larissa (a Norte) e com a Magnésia (a Nordeste). A sua capital é a cidade de Lâmia. Até 1947 fez parte da antiga periferia da Ftiótida e Fócida, criada em 1821.